# Hyposaurus
Hyposaurus è un genere estinto di rettili, imparentato con i coccodrilli. Visse tra il Cretaceo superiore e il Paleocene superiore (Maastrichtiano - Thanetiano, circa 72 - 57 milioni di anni fa) e i suoi resti fossili sono stati ritrovati in Nordamerica, Sudamerica, Africa e Asia.

## Descrizione
Questo animale, come tutti gli animali simili (i dirosauridi), doveva assomigliare all'attuale gaviale del Gange a causa del notevole allungamento del muso. Hyposaurus possedeva alcuni notevoli adattamenti alla vita acquatica. Le orbite erano notevolmente sporgenti verso l'esterno; gli alveoli dentari formavano delle prominenze sporgenti dalla mascella, e così i bordi di quest'ultima erano ondulati. La distanza tra il secondo e il terzo dente della mandibola era notevole. La mandibola era piatta, e le finestra mandibolare era di forma ovale. Il pube di Hyposaurus era molto allungato e stretto. Le vertebre cervicali e le prime vertebre toraciche erano dotate di forti ipapofisi, che coprivano tutta la lunghezza dei centri vertebrali.

## Classificazione
Il genere Hyposaurus venne descritto per la prima volta nel 1849 da Richard Owen sulla base di resti fossili ritrovati in terreni del Paleocene inferiore (Daniano) del New Jersey. La specie tipo, H. rogersii, è stata in seguito rinvenuta in terreni della fine del Cretaceo (Maastrichtiano) e del Paleocene in varie parti degli Stati Uniti orientali. Altre specie attribuite a questo genere sono state ritrovate in terreni del Paleocene di Pernambuco in Brasile (H. derbianus), della Nigeria (H. wilsoni) e dell'Arabia Saudita (H. nopcsai). Numerosi altri fossili provenienti dal Mali, dal Sudan e dal Niger sono stati attribuiti a Hyposaurus. È possibile che i resti provenienti dal Sudan risalgano addirittura al Campaniano (Salih et al., 2016).
Hyposaurus è un rappresentante dei dirosauridi, un gruppo di crocodilomorfi dalle notevoli attitudini acquatiche, tipici del Cretaceo/Paleogene. In particolare, Hyposaurus sembrerebbe essere stato un rappresentante relativamente basale della famiglia. Curiosamente, Hyposaurus è uno dei pochissimi dirosauridi rinvenuti nell'emisfero occidentale, uno dei due dirosauridi nordamericani (l'altro è Sabinosuchus del Messico) e l'unico ad essere stati ritrovato sia in Nord che in Sudamerica.

## Paleobiogeografia
La notevole estendione geografica e stratigrafica dei resti attribuiti a Hyposaurus indicherebbe che questo animale era notevolmente adattato a una varietà di ambienti, e soprattutto fu in grado di passare pressoché indenne attraverso l'estinzione di massa del Cretaceo-Paleocene. È possibile che i giovani di Hyposaurus fossero più strettamente dulciacquicoli, mentre gli adulti erano legati a un ambiente marino; si ricorda che le comunità marine vennero severamente turbate dall'estinzione K/T, molto più duramente rispetto a quelle delle acque dolci.